# Eurhinodelphis
L'eurinodelfino (gen. Eurhinodelphis) è un cetaceo estinto, vissuto nel Miocene (circa 15 milioni di anni fa). I suoi resti sono stati ritrovati in Europa (Francia, Belgio, Italia) e in Nordamerica (California).

## Descrizione
Lungo circa due metri, questo animale doveva avere un aspetto piuttosto simile a quello di un delfino o di una focena, ma era dotato di un caratteristico muso allungato: la mascella superiore si prolungava in una sorta di rostro acuminato, simile a quello del pesce spada (Xiphias gladius). Al contrario di quest'ultimo, però, il rostro dell'eurinodelfino era dotato di denti lunghi e aguzzi.
Al confronto dei cetacei vissuti fino a pochi milioni di anni prima, l'eurinodelfo possedeva una struttura dell'orecchio complessa, che suggerisce l'utilizzo dell'ecolocazione nella caccia, come i moderni cetacei. Il cervello era asimmetrico, come quello degli odierni delfini; questa struttura era forse utile per nuotare in maniera maggiormente efficiente.

## Classificazione
L'eurinodelfino è il genere più conosciuto dei rabdosteidi (Rhabdosteidae), o eurinodelfinidi (Eurhinodelphinidae), un gruppo di cetacei apparsi all'inizio del Miocene di incerta classificazione. Alcuni studiosi ritengono che questi animali dal rostro allungato fossero i più primitivi fra gli odontoceti (il gruppo di cetacei a cui appartengono i delfini, l'orca e il capodoglio). Altri scienziati ritengono che questi animali fossero talmente arcaici, sotto alcuni aspetti, da essere posti al di fuori degli odontoceti propriamente detti; in questo caso, i rabdosteidi sono ritenuti stretti parenti degli squalodontidi, un'altra famiglia di cetacei arcaici. Tra le varie forme di rabdosteidi, da ricordare anche il gigantesco Macrodelphinus, della taglia di un'orca.

## Stile di vita
Non è chiara la funzione del rostro allungato di Eurhinodelphis: può darsi che questa struttura assurgesse a una funzione idrodinamica, come nel pesce spada. È verosimile anche un utilizzo maggiormente attivo del rostro dentato: forse l'animale si lanciava all'inseguimento di banchi di pesci e cercava di falciarne il maggior numero possibile, per poi cibarsene.